# 따개비 루
따개비 루는 대한민국의 올리브 스튜디오가 제작한 애니메이션이다. 한 회 분량은 10분이며, 2009년 8월 24일부터 2009년 11월 18일까지 일주일에 세 번씩 EBS1를 통해 방송하였다.

2008년에  EBS가 주최한 애니 프론티어에서 최종 선정작으로 선정되었다. 제작사 대표는 파스텔톤 색상의 캐릭터와 따뜻한 스토리가 어린이 시청자들의 감성을 회복시켜줄 것이라고 주장하였다. 배우 신애라가 내레이션을 맡았다.

## 등장인물
주요 등장인물
- 루 : 주인공이며, 아기 갈매기이다.호기심 많고 발명을 잘 하고 천진난만한 성격.성우는 조현정
- 벨라 : 루와 친한 친구. 똑똑하지만 겁이 많은 토끼 소녀.성우는 조현정
- 크루루 : 루, 벨라의 친구. 잘 울고 소심한 성격이다.성우는 문남숙
- 잠보 : 아기 고래. 등 위에 루의 집이 있다.성우는 홍범기
- 페로 : 수수께끼의 인물. 바람같이 빠르고, 세다.성우는 김서영

## 방송 회차

### 2009년
| 회차 | 방송일    | 부제                   |
| ---- | --------- | ---------------------- |
| 1    | 8월 24일  | 안녕 루                |
| 2    | 8월 25일  | 사과가 먹고싶어요      |
| 3    | 8월 26일  | 보름달이 작아졌어요    |
| 4    | 8월 31일  | 비누가 필요해요        |
| 5    | 9월 1일   | 잠이 안 와요           |
| 6    | 9월 2일   | 쿠키를 만들어요        |
| 7    | 9월 7일   | 나무가 아픈가 봐요     |
| 8    | 9월 8일   | 새 친구가 생겼어요     |
| 9    | 9월 9일   | 붕붕 꿀벌이 따라와요   |
| 10   | 9월 14일  | 하늘을 날고 싶어요     |
| 11   | 9월 15일  | 아기별이 사라졌어요    |
| 12   | 9월 16일  | 날아라 종이비행기      |
| 13   | 9월 21일  | 소라 속에 누가 살까요? |
| 14   | 9월 22일  | 누가 공을 가져갔을까?  |
| 15   | 9월 23일  | 안녕 꼬마 눈사람       |
| 16   | 9월 28일  | 루 방이 엉망이에요     |
| 17   | 9월 29일  | 따릉따릉 자전거 타기   |
| 18   | 9월 30일  | 시원한 야자주스        |
| 19   | 10월 5일  | 문이 고장 났어요       |
| 20   | 10월 6일  | 감기에 걸렸어요        |
| 21   | 10월 7일  | 우산이 바뀌었어요      |
| 22   | 10월 12일 | 크루루의 멋진 그림     |
| 23   | 10월 13일 | 루의 편지 배달         |
| 24   | 10월 14일 | 딸꾹 딸꾹 딸꾹질       |
| 25   | 10월 19일 | 둥둥 튜브놀이          |
| 26   | 10월 20일 | 함께 달려요            |
| 27   | 10월 21일 | 조금만 기다려 크루루   |
| 28   | 10월 26일 | 생일 축하해 벨라       |
| 29   | 10월 27일 | 아기 갈매기            |
| 30   | 10월 28일 | 크루루는 늦잠꾸러기    |
| 31   | 11월 2일  | 솔직하게 말해요        |
| 32   | 11월 3일  | 함께 나눠요            |
| 33   | 11월 4일  | 벨라의 발명품          |
| 34   | 11월 9일  | 눈 위에 저게 뭘까?     |
| 35   | 11월 10일 | 가자 얼음나라로        |
| 36   | 11월 11일 | 무지개 미끄럼틀        |
| 37   | 11월 16일 | 꼭꼭 숨어라            |
| 38   | 11월 17일 | 잠보가 아파요          |
| 39   | 11월 18일 | 미끌미끌 미끄러워요    |

## 줄거리
새끼갈매기 루는 알 상태였을 때 어미의 실수로 잠보라는 고래의 등에 떨어지고 그곳에서 부화하게 된다. 이런 이유로 루는 자신을 따개비라 생각하고 살아가게 되며, 이곳에서 만난 크루루, 벨라, 페로 등과 함께 고래 등에서 생활하며 벌어지는 일들이 주된 내용이다.